# Wie im Himmel

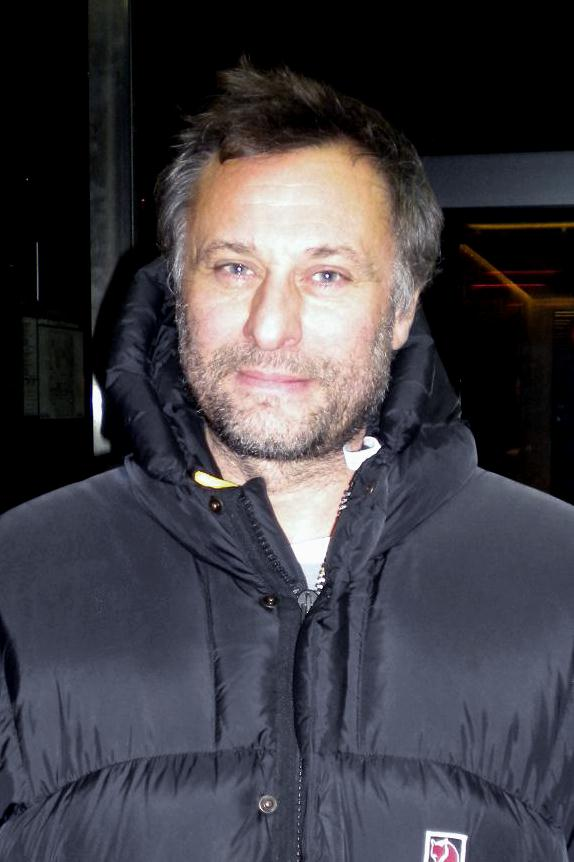
Mikael Nyqvist im November 2009 in Stockholm

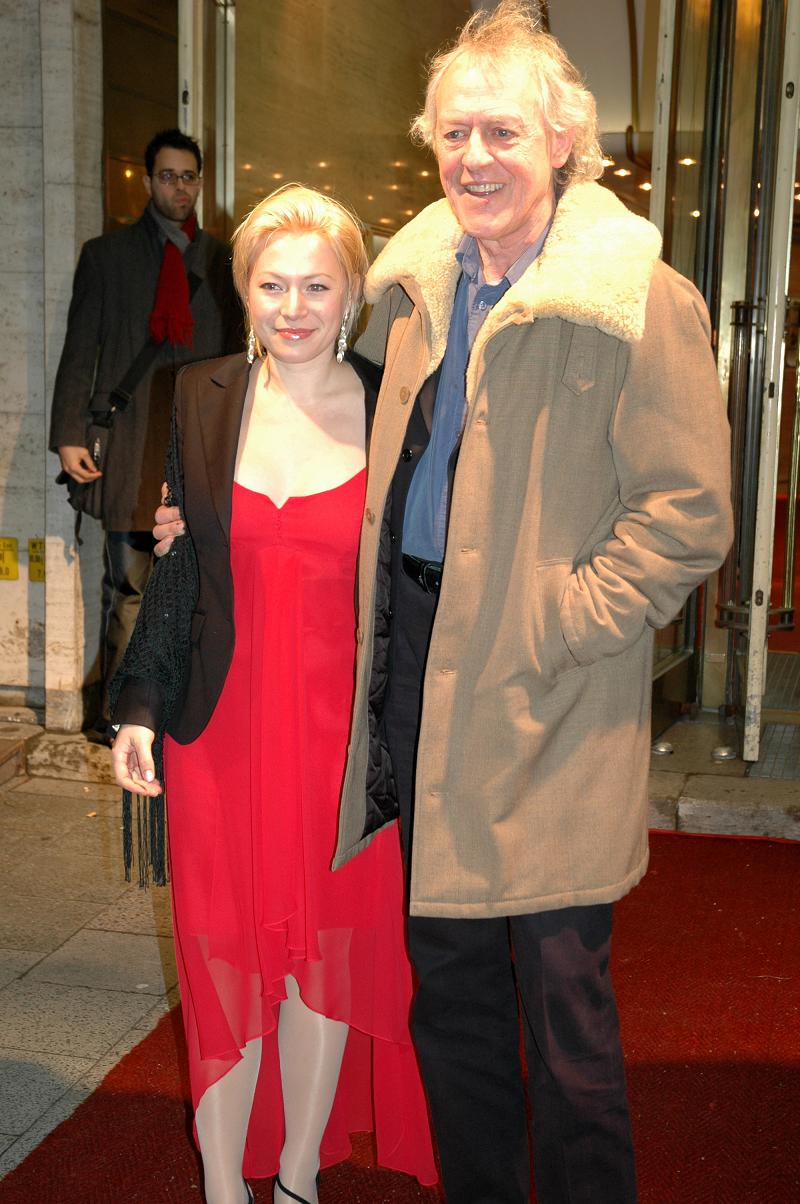
Frida Hallgren und Kay Pollak bei der deutschen Premiere auf der Berlinale 2005

Wie im Himmel (Originaltitel Så som i himmelen) ist ein schwedisches Musikfilm-Drama aus dem Jahr 2004 von Kay Pollak mit Mikael Nyqvist und Frida Hallgren in den Hauptrollen. Wie im Himmel, Schauspiel mit Musik ist eine entsprechende Adaption von Kay Pollak für das Theater.

## Handlung
Daniel Daréus ist ein international erfolgreicher Dirigent aus Schweden. Kurze Rückblenden zeigen zunächst prägende Stationen des Heranwachsenden: Der Junge wächst ohne Vater in Ljusåker auf, einem Dorf in Nordschweden. Während seiner Schulzeit wird er von seinen Mitschülern gehänselt und verprügelt. Später kommt sein außergewöhnliches musikalisches Talent als Geigenvirtuose zum Vorschein. Im Alter von acht Jahren zieht er mit seiner Mutter in die Stadt, wo ihn der Musikagent Mircea unter die Fittiche nimmt. Als Jugendlicher muss er mitansehen, wie seine Mutter infolge eines Autounfalls stirbt, als er gerade im Begriff ist, an einem internationalen Jugendmusikwettbewerb teilzunehmen. Schließlich – als Mittvierziger – wird Daniel Daréus ein gefeierter Stardirigent. Während eines Konzerts erleidet er einen Herzinfarkt; er legt deshalb seine Arbeit nieder.
Daréus zieht sich zurück nach Ljusåker, dem Ort seiner Kindheit, wo er die ehemalige Dorfschule kauft und dort einzieht. Da Daniel Daréus nur sein Künstlername ist, erkennt ihn in dem Dorf zunächst niemand wieder. Daniel träumt von einer Musik, die die Herzen der Menschen öffnet und verbindet. Er lernt die junge Verkäuferin Lena kennen, die im örtlichen Kirchenchor singt. Der Sportladen-Besitzer des Dorfes, Arne, will ihn als Leiter für diesen Chor gewinnen. Daniel besucht zunächst widerwillig eine Chorprobe, entscheidet sich dann jedoch, die vakante Stelle des Kantors zu übernehmen, den Chormitgliedern Gesangsunterricht zu erteilen und sie für die Musik zu begeistern. Der anfangs kleine und schlechte Chor wächst. Auch der geistig behinderte Tore darf mitmachen, da er eine ursprüngliche Herangehensweise an das Singen hat. Daniel erhält von den Chormitgliedern großen Zuspruch, auch da er eigenwillige Unterrichtsmethoden einführt, die den Chormitgliedern helfen, sich zu öffnen und den Zugang zur Musik zu finden. Umgekehrt lernt auch er von ihnen den lockeren Umgang mit den Amateuren, der für ihn nach der Arbeit mit Profimusikern ungewohnt ist.
Zwei weitere Handlungsstränge stellen die häusliche Problematik im Dorfleben dar: die der begabten Sängerin Gabriella und ihres gewalttätigen Manns Conny sowie des Pfarrerehepaars Stig und Inger. Bei letzteren wird konfliktreich die Engherzigkeit des Pfarrers offengelegt. Inger hinterfragt zusehends seine weltfremde und sexualitätsfeindliche Religiosität, die sie als Heuchelei entlarvt.
Daniel erlebt intensive Stunden mit dem Chor, und der Zusammenhalt wächst durch die gegenseitige Unterstützung bei den Sorgen und Problemen Einzelner, die der Enge des Dorflebens geschuldet sind und die eindrücklich in Nebenschauplätzen oder Einzelschicksalen dargestellt werden. Der Pfarrer Stig, dessen Frau auch im Chor singt und die den neuen Kantor unterstützt, sieht seinen Status und seine Autorität durch die Beliebtheit Daniels untergraben und entlässt ihn auf der Grundlage von Verleumdungen vor Ablauf der Probezeit durch einen Kirchenvorstandsbeschluss. Der Chor folgt jedoch Daniel und probt weiter in dessen Haus. Daniel und Lena bauen eine intensiver werdende Beziehung auf. Es wird jedoch offenkundig, dass der Dirigent Schwierigkeiten hat, einer Liebesbeziehung zu trauen und sich Menschen persönlich hinzugeben.
Arne, der informelle Führer der Gruppe, meldet den Chor zu dem Gesangswettbewerb Let the Peoples Sing in Innsbruck (Österreich) an. Daniel ist zunächst dagegen, aber die anderen überreden ihn, und so willigt er ein. Daraufhin tritt die frühere Chorleiterin Siv, eine weitere informelle Führerin, aus dem Chor aus, da dieser ihrer Meinung nach kein Kirchenchor mehr ist. Sie schwärzt Daniel auch beim Pfarrer an, der sich dadurch bestätigt sieht.
Einige Tage vor der Abfahrt, mitten in der Chorprobe, taucht Gabriella mit ihren Kindern auf. Sie hat Gesichtsverletzungen und verkündet, nicht mehr zu ihrem gewalttätigen Mann zurückzukehren. Kurze Zeit später taucht dieser auf und will seine Frau mit Gewalt zurückholen, wird aber von der Gruppe daran gehindert. Er droht daraufhin, sich zu rächen, und als er Daniel einige Zeit später im Fluss baden sieht, prügelt er ihn bewusstlos. Er wird festgenommen und landet im Gefängnis. Daniel offenbart der Gruppe, wer er wirklich ist und dass er seine Kindheit in Ljusåker verbracht hat. Conny gehörte schon damals zu den Mitschülern, die ihn drangsalierten und schlugen. Gabriella trennt sich nun von ihm. Auch Inger verlässt ihren Mann Stig, lässt aber offen, ob sie später einmal zu ihm zurückkehren wird.
Schließlich fährt die Chorgruppe mit dem Bus nach Innsbruck. Dort angekommen, erhält Daniel durch seine vormalige Popularität sofort die Aufmerksamkeit der Medien. Zudem trifft er dort auf seinen ehemaligen Musikagenten, dem er erklärt, nun seinen Traum, die Herzen der Menschen durch Musik zu verbinden, gefunden zu haben. Er erkennt, dass der Chor ihn liebt und umgekehrt. Daraufhin schafft er es endlich, auch Lena seine Liebe zu offenbaren. In ihrem Hotelzimmer schlafen die beiden miteinander.
Euphorisiert von den Ereignissen fährt Daniel später ausgelassen mit dem Fahrrad durch die Stadt und vergisst die Zeit. Schließlich erinnert er sich an den Wettbewerb und hetzt zum Auftrittsort. Auf dem Weg in die Halle erleidet er einen weiteren Herzinfarkt. Er kann sich gerade noch in die Toilette des Gebäudes schleppen, stürzt taumelnd mit dem Kopf gegen den Heizkörper und bricht verletzt zusammen.
Sein Chor steht bereits auf der Bühne. Da der Leiter nicht erscheint, ist Tore irritiert durch die entstehende Unruhe und beginnt, seinen Ton hörbar und permanent zu singen. Damit ruft er im Saal fragende Gesichter hervor, bis Gabriella ebenfalls ihren Ton anstimmt, gefolgt von den anderen, die nun auch jeweils ihren Ton singen. Die Mitglieder der anderen Chöre werden davon so sehr in den Bann gezogen, dass sie nach und nach alle mit einstimmen, bis schließlich der ganze Saal gemeinsam singt.
Daniel liegt blutend in der Toilette und hört noch über den Lautsprecher, dass die Improvisation die Menschen im Saal erreicht und verbindet. Schließlich hört er mit einem Lächeln im Gesicht auf zu atmen.

## Hintergrund
Wie im Himmel war der erste Film von Regisseur Kay Pollak nach 18 Jahren Pause. Pollak hatte die Regiearbeit 1986 aufgegeben, nachdem der schwedische Ministerpräsident Olof Palme nach einem Kinobesuch ermordet worden war. Palme hatte jedoch am Abend vor seiner Ermordung nicht – wie oft fälschlich angegeben – einen Film von Pollak, sondern Bröderna Mozart (Die Gebrüder Mozart) von Suzanne Osten gesehen.
Eine Besonderheit in der Besetzung war die Darstellung des 14-jährigen Daniel durch eine Frau (Anna Lundström).
Ab dem 3. Dezember 2015 lief in den deutschen Kinos die Fortsetzung Wie auf Erden. An den Erfolg konnte der Film nicht anknüpfen.

## Kritiken
Wie im Himmel erhielt ein gutes Presseecho. So erfasst der US-amerikanische Aggregator Rotten Tomatoes 83 % wohlwollende Besprechungen und ordnet den Film dementsprechend als „Frisch“ ein.

„Chorfilm mit spirituellem Beiklang, der seine Botschaft von der Notwendigkeit der Solidarität nur durch biederes Handwerk vermittelt und auch als Künstlerdrama nicht zu überzeugen versteht.“

„Zu Recht für den Oscar nominiert, ein bewegendes Fest der Musik und des Lebens.“

„Wenn auch das Ende über alle pathetischen Stränge schlägt, teilt hier der Regisseur erstmals die Zuversicht seines Protagonisten, daß eine große Botschaft keineswegs der Worte bedarf.“

„Dem Regisseur Kay Pollack glückt nun nach fast zwanzig Jahren Pause ein intensiver Film: Der Anfang mit seinen Zusammenschnitten aus Daniels Kindheit und zerstörerischer Karriere und wie das mit einer langen Fahrt durch eine schwedische Winterlandschaft in die Erzählgegenwart mündet, ist so originell wie eindrucksvoll. Mit seiner Wendung zu den Menschen wirkt er danach nicht mehr ganz so originell, aber eindrucksvoll bleibt er bis zum Schluss.“

## Auszeichnungen
Der Film war bei der Oscarverleihung 2005 als Bester fremdsprachiger Film nominiert, konnte sich aber nicht gegen den spanischen Beitrag Das Meer in mir von Alejandro Amenábar durchsetzen. Beim Internationalen Norwegischen Filmfestival in Haugesund war er für den Amanda Award in derselben Kategorie nominiert und beim ebenfalls in Norwegen stattfindenden Tromsø Internasjonale Filmfestival 2005 gewann das Werk den Publikumspreis Tromsø Audience Award. Beim Europäischen Filmpreis 2005 erhielt Stefan Nilsson eine Nominierung als bester Komponist, Kay Pollak war für den Publikumspreis als bester Regisseur nominiert.
Bei der Verleihung des schwedischen Filmpreises Guldbagge 2005 ging der Film bei acht Nominierungen leer aus. Nominiert war er unter anderem als bester Film, Mikael Nyqvist als bester Hauptdarsteller, Frida Hallgren als beste Hauptdarstellerin und Kay Pollak für die beste Regie.
Am 14. September 2006 erhielt Wie im Himmel auf der 6. Filmkunstmesse Leipzig den Gilde-Filmpreis für den besten ausländischen Film verliehen.

## Musical
Der Filmstoff fand als Musical auch den Weg auf die Bühne. Die Musik stammt von Fredrik Kempe, die Liedtexte von Carin Pollak und Fredrik Kempe, das Buch von Kay Pollak und Carin Pollak. 
Das Musical Wie im Himmel feierte am 13. September 2018 in Oslo seine Uraufführung. Das Landestheater Linz in Österreich präsentierte am 11. September 2021 die deutschsprachige Erstaufführung. In Deutschland wurde das Stück erstmals am 8. Oktober 2021 von der Musicalfactory in der Kulturhalle Rödermark präsentiert. In der Schweiz fand die Erstaufführung durch den Verein Musical Plus am 13. März 2025 in Schüpfheim statt.